# Calypte anna
Colibri-de-anna, beija-flor-de-cabeça-magenta ou beija-flor-de-anna (Calypte anna (Lesson, 1829)) é uma espécie de colibri nativa da costa ocidental da América do Norte. O nome da ave lembra Anna Masséna, duquesa de Rivoli. É a única espécie de colibri que inverna nas regiões temperadas frias, onde se sustenta das flores remanescentes e das suas reservas de gordura, sendo muito eficaz na conversão de açúcares em gordura. Quando as reservas energéticas são insuficientes, ou quando a plumagem não forneça isolamento adequado, sobrevive a períodos frios, incluindo temperaturas abaixo do ponto de congelação da água, escondendo-se em cavidades e reduzindo o ritmo metabólico, entrando então num estado de torpor.

## Galeria

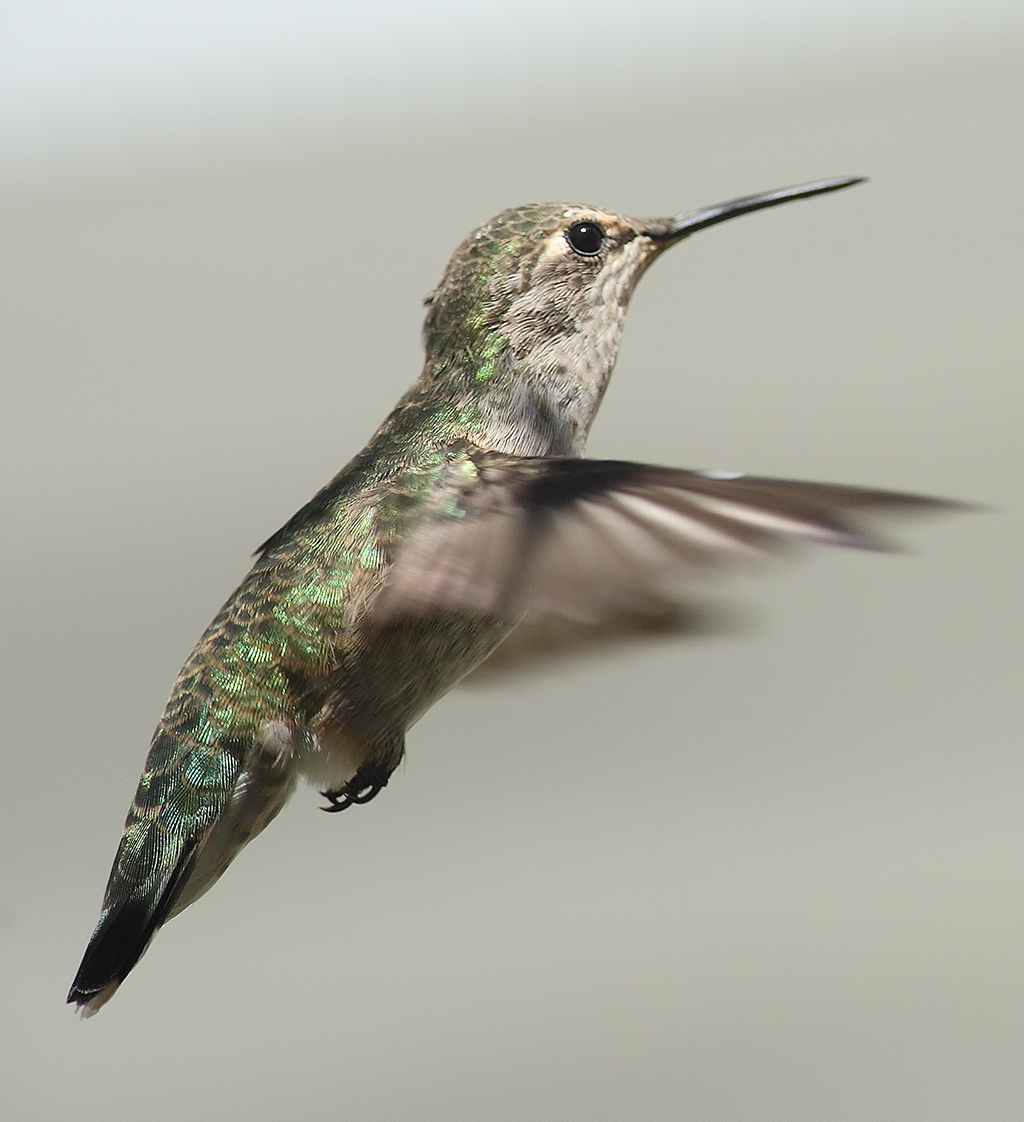
Fêmea a pairar
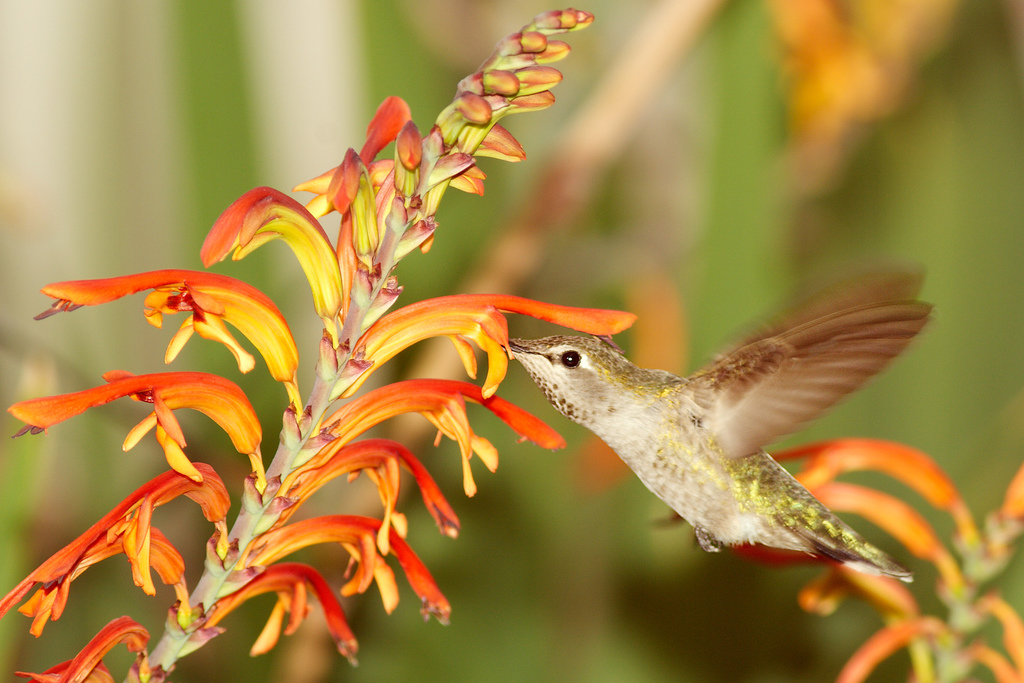
Fêmea
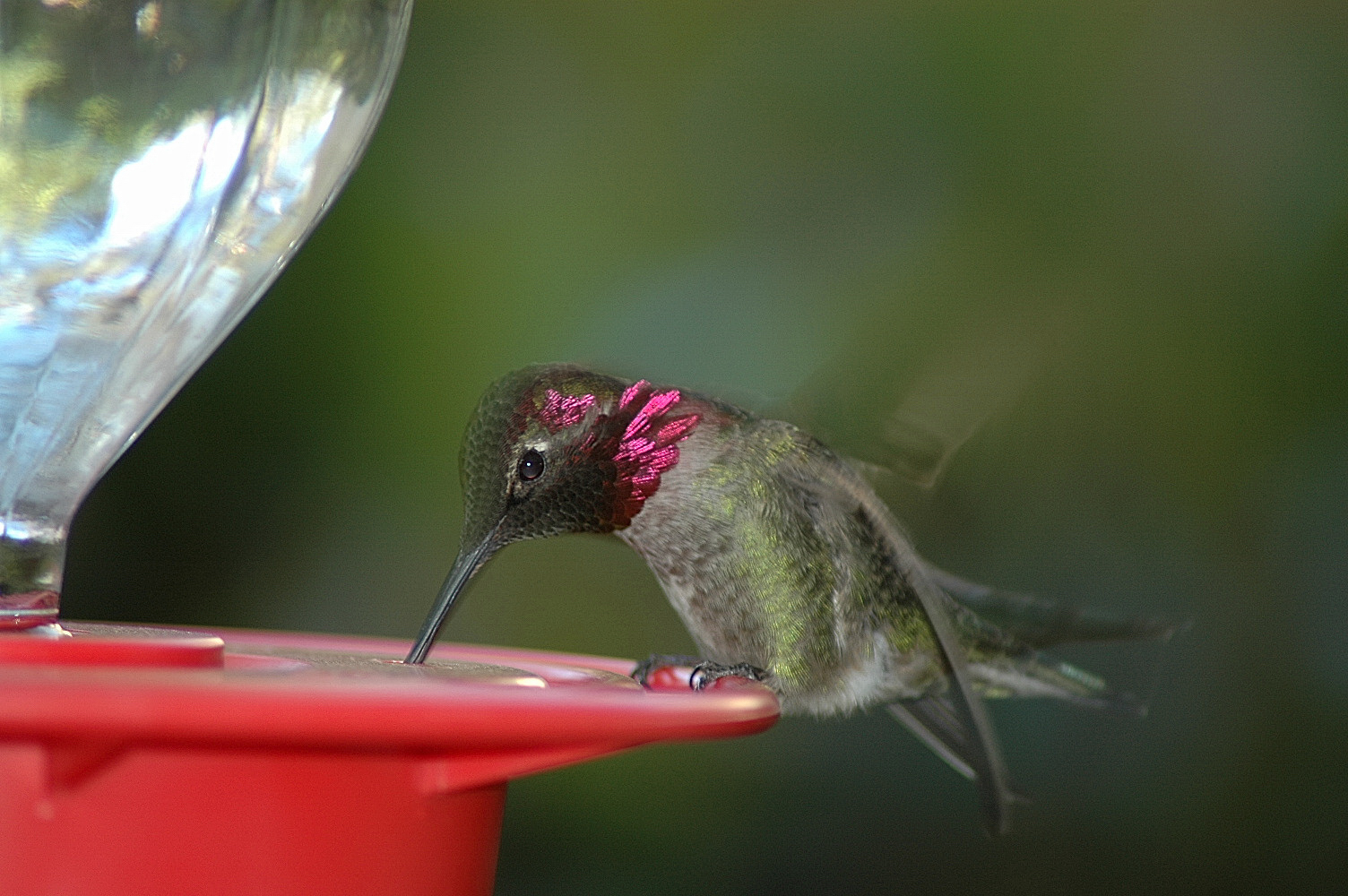
Macho adulto
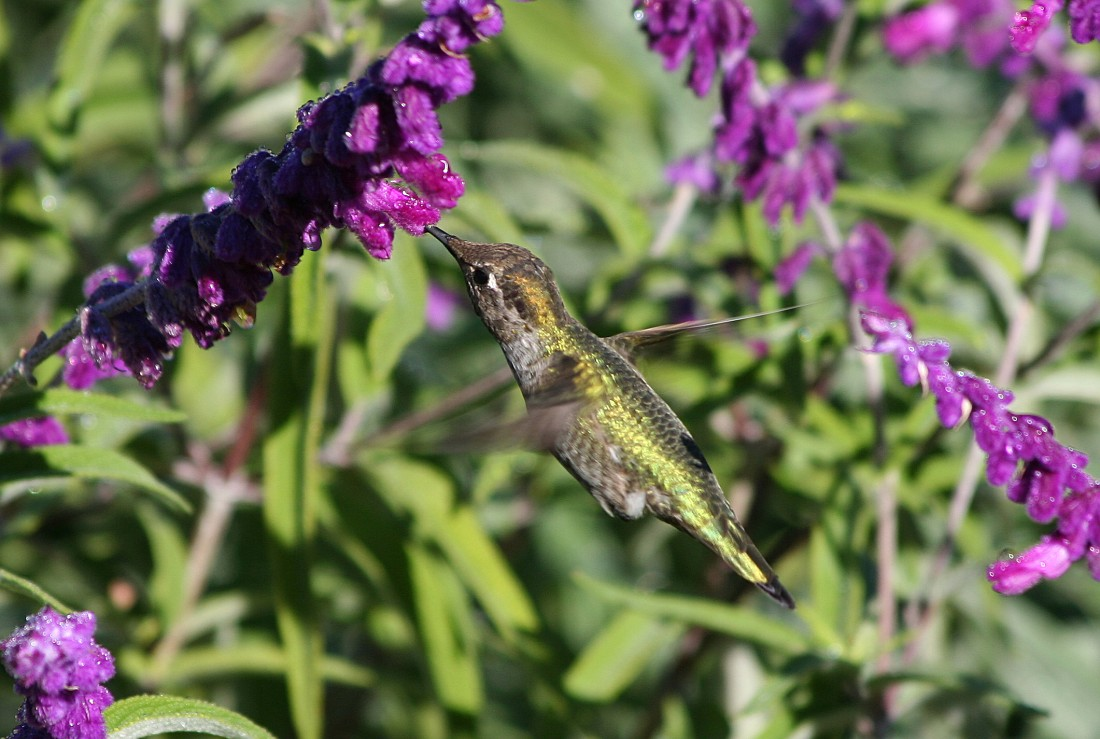
Fêmea a alimentar-se
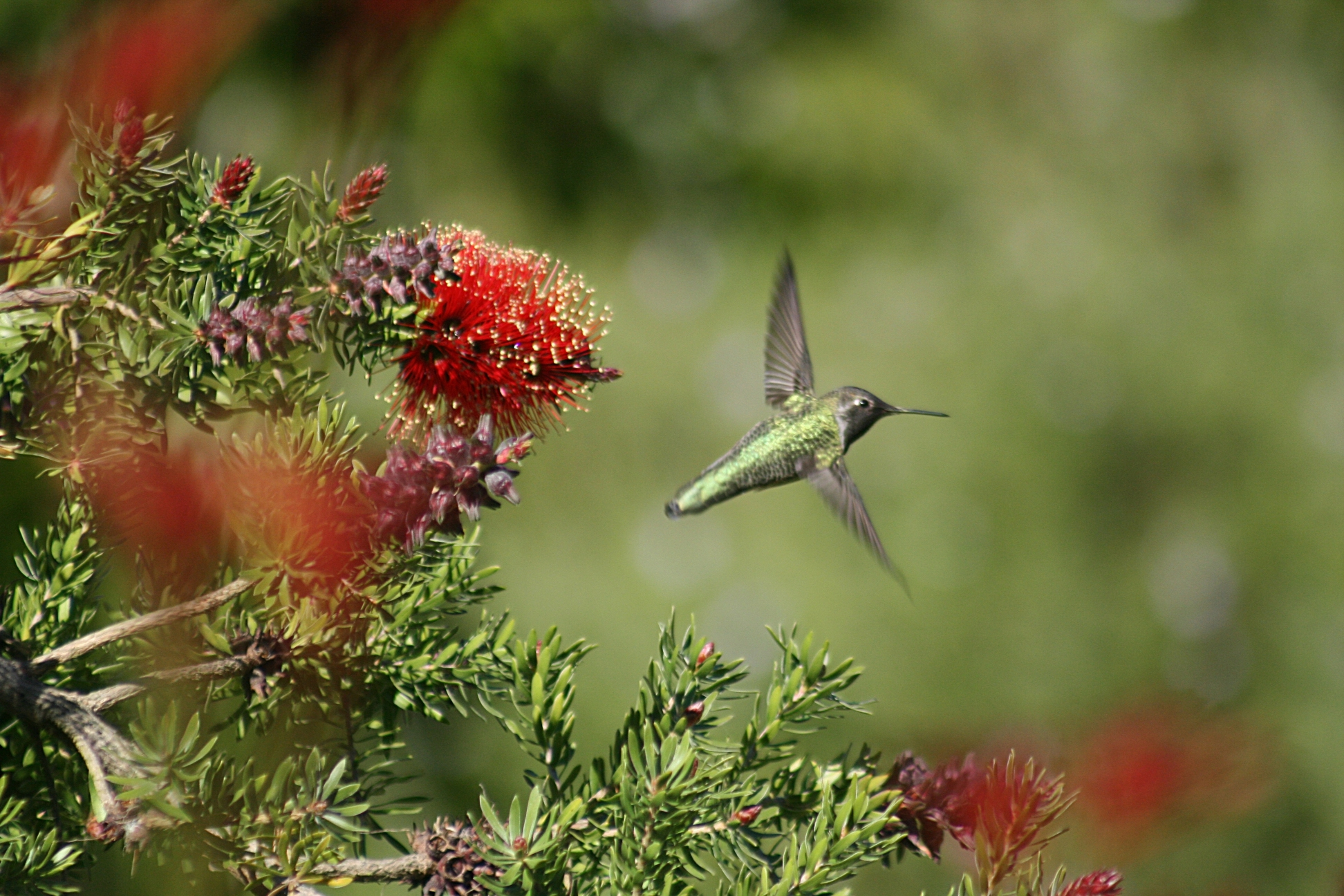
Fêmea
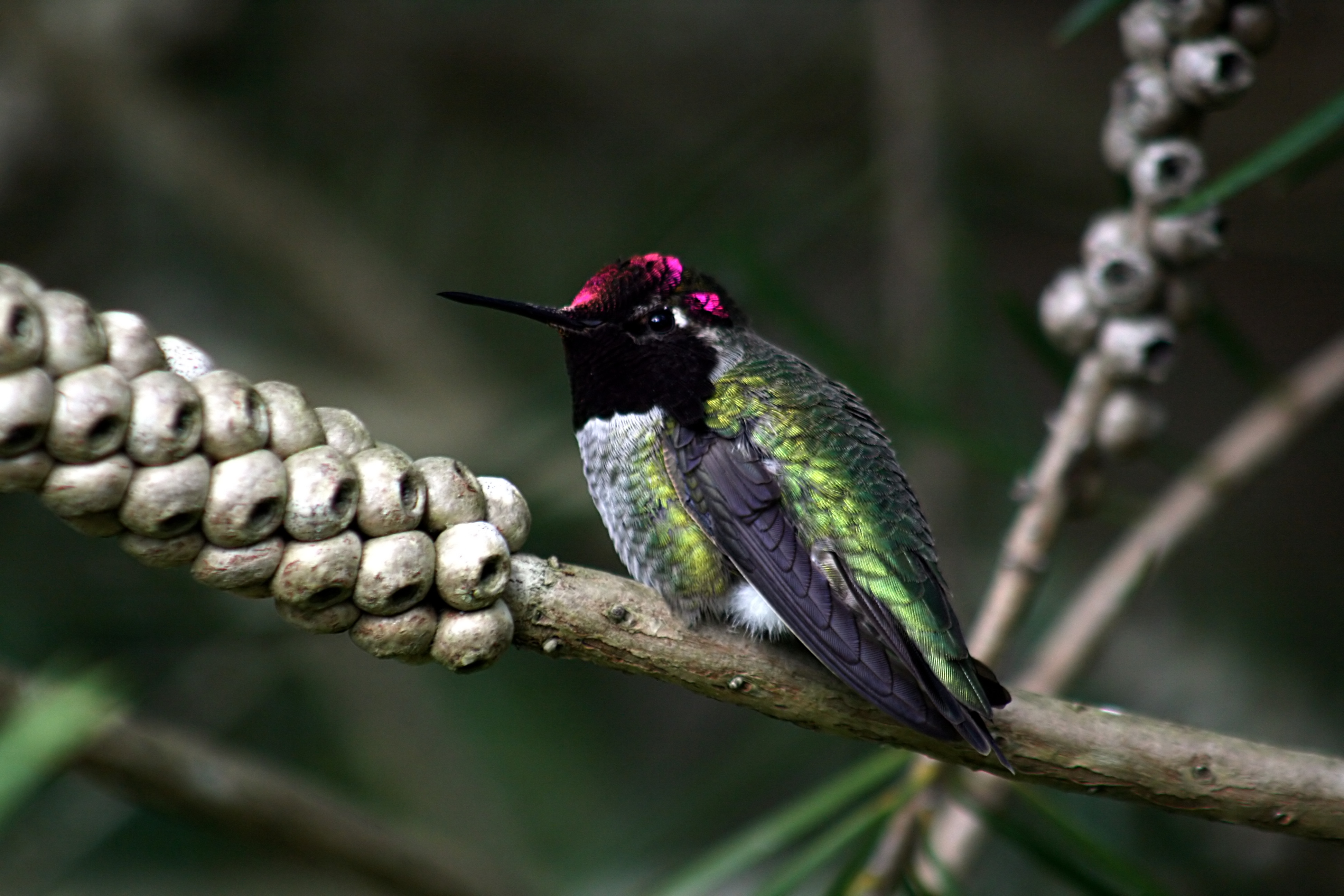
Macho
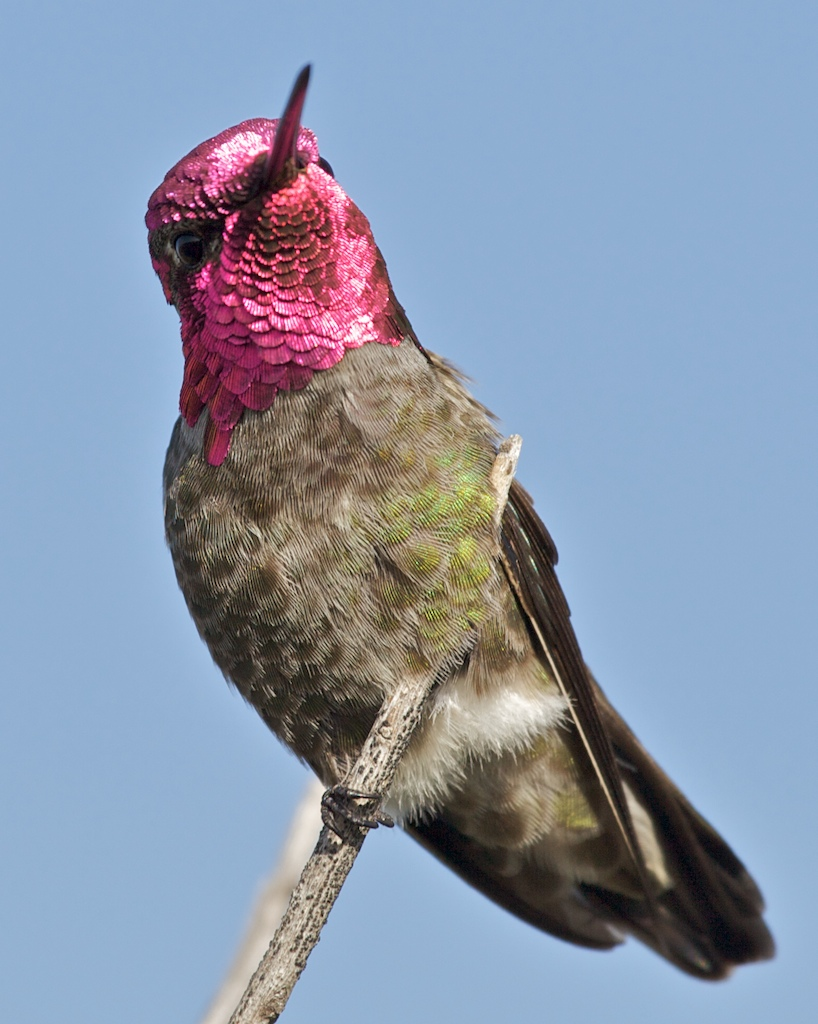
Macho
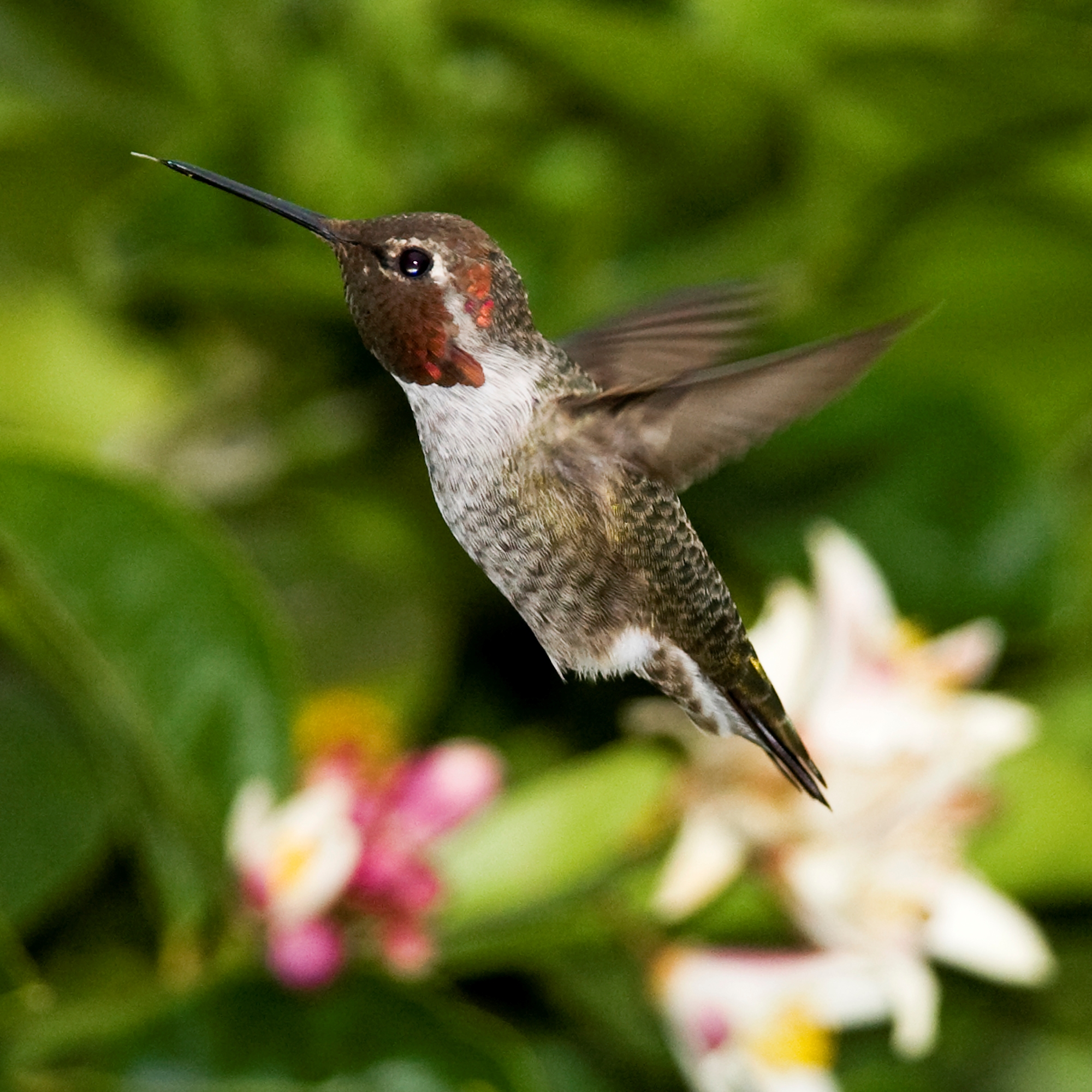
Macho em voo